# بو ماكلولين
بو ماكلولين (بالإنجليزية: Bo McLaughlin)‏ هو لاعب كرة قاعدة أمريكي، ولد في 23 أكتوبر 1953 في أوكلاند في الولايات المتحدة.

## وصلات خارجية
- بو ماكلولين على موقع دوري كرة القاعدة الرئيسي (الإنجليزية)
- بو ماكلولين على موقعبيزبول رفرنس.كوم (الدوري الرئيسي) (الإنجليزية)
- بو ماكلولين على موقعبيزبول رفرنس.كوم (الدوري الثانوي) (الإنجليزية)
- بو ماكلولين على موقع إي إس بي إن.كوم (أم.أل.بي) (الإنجليزية)
- بو ماكلولين على موقع مشجعي الرسوم البيانية (الإنجليزية)